# 1948 en Israël
Chronologie d'Israël (en)
- 1944
- 1945
- 1946
- 1947
- 1948
- 1949
- 1950
- 1951
- 1952

Cette page concerne les évènements survenus en 1948 en Israël  :

## Évènement
L'État d'Israël est déclaré à la fin de la guerre civile qui fait rage depuis six mois en Palestine mandataire, après le vote des Nations unies en faveur du partage de la Palestine entre Juifs et Arabes. 

### Déclaration d'indépendance de l'État d'Israël et reconnaissance internationale
- 14 mai : Déclaration d'indépendance de l'État d'Israël, naissance de l'État juif en Terre d'Israël. La déclaration est faite à Tel Aviv, quelques heures avant l'expiration du mandat britannique. À minuit, le mandat britannique sur la Palestine prend officiellement fin et l'État d'Israël voit le jour.
- 15 mai : Les États-Unis accordent une reconnaissance de facto à l'État d'Israël, onze minutes après sa création, devenant ainsi le premier pays à reconnaître l'État juif.
- 17 mai : 
  - L'Union soviétique accorde une reconnaissance de jure à l'État d'Israël, devenant ainsi le premier pays à le faire.
  - Chaim Weizmann devient président du Conseil d'État provisoire (en) et chef d'État de facto d'Israël.
- 18 mai : La Pologne et la Tchécoslovaquie reconnaissent l'État d'Israël.
- 19 mai : Le Guatemala et l'Uruguay reconnaissent l'État d'Israël.
- 24 mai : L'Afrique du Sud reconnaît l'État d'Israël.

### Guerre israélo-arabe de 1948-1949
- 15 mai : Quatre des sept pays de la Ligue arabe de l'époque, à savoir l'Égypte, l'Irak, la Jordanie et la Syrie, soutenus par des volontaires arabes, envahissent le territoire de l'ancien mandat britannique de Palestine et affrontent les forces juives. La guerre israélo-arabe de 1948 qui en résulte dure treize mois.
- 14-18 mai : Opération Kilshon (en) : capture par les forces juives de bâtiments abandonnés par les troupes britanniques pour renforcer la position militaire juive à Jérusalem.
- 18 mai : Un raid aérien égyptien sur la gare routière centrale de Tel Aviv tue 42 personnes et en blesse cent.
- 20 mai :
  - L'armée syrienne est bloquée au kibboutz Degania, dans le nord, où la milice juive locale renforcée par des éléments de la brigade Carmeli arrête les forces blindées syriennes.
  - L'opération Balak commence avec pour objectif de transférer des armes de la Tchécoslovaquie vers Israël.
- 26 mai : Le gouvernement provisoire d'Israël décide de la création de l'armée de défense d'Israël et David Ben Gourion signe l'ordre de création.
- 29 mai : L'armée égyptienne est bloquée au pont d'Ad Halom (en), à l'entrée d'Ashdod.
- 1er juin : L'Irgoun et le gouvernement provisoire d'Israël signent un accord pour la dissolution de l'Irgoun et l'intégration de ses combattants dans l'armée de défense israéliennes.
- 2 juin : L'opération Pleshet (en) des Forces de défense israéliennes commence.
- 7 juin : Le kibboutz Nitzanim se rend à l'armée égyptienne lors de la bataille de Nitzanim.
- 10 juin : L'armée syrienne détruit la colonie juive Mishmar-Hayarden en Haute Galilée.
- 11 juin : Le cargo Altalena de l'Irgoun, qui transporte des armes, du matériel médical et 930 migrants juifs, quitte la France en direction d'Israël.
- 20 juin : L'Altalena atteint la côte d'Israël. Le gouvernement provisoire d'Israël exige que toutes les armes à bord lui soient remises sans condition, conformément à l'accord concernant l'intégration de l'Irgoun dans les Forces de défense israéliennes. L'Irgoun refuse d'obtempérer.
- 22 juin : Une violente confrontation entre les Forces de défense israéliennes et des membres de l'Irgoun a lieu sur l'Altalena. David Ben Gourion ordonne finalement aux Forces de défense israéliennes de bombarder l'Altalena, qui brûle au large de Tel Aviv. Seize combattants de l'Irgoun et trois soldats des Forces de défense israéliennes meurent durant les combats.
- 30 juin : Le porte de Haïfa est capturé par Israël. Ceci est commémoré depuis tous les ans lors de la journée de la Marine.
- 9 juillet : Début de l'opération Dekel des forces de défense israéliennes, qui durera jusqu'au 18 juillet.
- 10 juillet : Opération Dani : les soldats des forces de défense israéliennes capturent l'aéroport de Lod, d'une importance stratégique. (Territoire annexé plus tard par Israël)
- 17 septembre : Le Lehi assassine le diplomate suédois Folke Bernadotte, qui avait été nommé par l'ONU pour servir de médiateur entre les nations arabes et Israël.

- 22 septembre : Le Conseil d'État provisoire d'Israël adopte l'ordonnance sur la zone de juridiction et les pouvoirs, 5708-1948, annexant tout le territoire qu'Israël avait capturé depuis le début de la guerre, et déclarant qu'à partir de ce moment, toute partie de la Palestine capturée et sécurisée par les forces de défense israéliennes serait automatiquement annexée à Israël.
- 24-27 septembre : Guerre israélo-arabe de 1948 : transport des Supermarine Spitfire acquis par Israël via la Tchécoslovaquie.
- 15 octobre : Début de l'opération Yoav des forces de défense israéliennes, visant à conquérir l'ensemble du désert du Néguev.
- 21 octobre : Bataille de Beersheba (en) : La brigade du HaNeguev des forces de défense israéliennes occupe Beer-Sheva.
- 29 octobre : Début de l'opération Hiram des forces de défense israéliennes, visant à conquérir la Haute Galilée.
- 11 novembre : Recensement de la population en Israël, six mois après sa création, pour établir le registre de la population.
- 27 décembre : Les forces de défense israéliennes commencent l'opération Horev (en), une attaque à grande échelle contre l'armée égyptienne dans le Néguev occidental.

### Expulsion des Palestiniens
- Exode palestinien - Causes de l'exode palestinien de 1948 (en)
- 30 mai : création du comité de transfert [des Arabes hors de Palestine]
- 16 septembre : Publication du plan Bernadotte (en)

## Sport
- Saison de football israélien 1948-1949 (en)

## Création
- Alonei Abba
- Beit Dagan
- État d'urgence israélien (en) (en vigueur depuis sans interruption dans l'État d'Israël)

## Dissolution - Fermeture
- Al-Mansura (Acre)
- Dayr al-Qassi
- Irgoun

## Naissance
- Yaakov Amidror (en), militaire.
- Avi Arad, producteur et homme d'affaires.
- Ronni Bar-On, juriste et personnalité politique.
- Yossi Beilin, personnalité politique.
- Eli Danker (en), acteur.
- Avigdor Feldman (en), avocat des droits de l'homme.
- Micha Goldman (en), personnalité politique.
- Dan Haloutz, militaire.
- Eti Livni (en), personnalité politique.
- Dov Lupi (en), gymnaste.
- Avihu Medina (en), compositeur.
- Benny Morris, historien.
- Naomi Tsur (en), environnementaliste et personnalité politique.
- Ehud Yatom (en), agent du Shin Bet et personnalité politique.
- Dror Zeigerman (en), diplomate et personnalité politique.
- Pinchas Zukerman, violoniste et chef d'orchestre.

## Décès
- Modi Alon (en), militaire.
- Folke Bernadotte, diplomate suédois.
- Esther Cailingold (en), combattant britannique dans les forces israéliennes.
- David Marcus, militaire.
- Meir Shalev, journaliste et écrivain.
- Meir Tobianski, militaire.
- Thomas C. Wasson, diplomate américain.